# Кораче (Босния и Герцеговина)
Кораче (серб. Кораће / Koraće) — село в общине Брод Республики Сербской Боснии и Герцеговины. Население составляет 1329 человек по переписи 2013 года.